# 东北抗日联军
东北抗日联军，简称东北抗联、抗联。是抗日战争初期，中共满洲省委依照中共中央《八一宣言》建立抗日民族统一战线的主张和中共驻共产国际代表团的指示，将所领导的抗日武装联合东北地方抗日义勇军改编而成的抗日武装力量。前期由中国共产党领导，但随着中共进行长征和临时中央上海局遭破坏而与之失去联系，先后受中共驻共产国际代表团和苏联领导，1945年8月重新取得与中共的联系。
1931年九一八事变后，中共满洲省委开始组织领导东北地区抗日斗争。1933年5月中共领导的抗日武装与地方抗日武装组建东北人民革命军，是为东北抗日联军的前身，1936年2月东北人民革命军改编为东北抗日联军。七七事变后积极配合中国全面抗战，后因缺乏补给及日军围剿和隔离制度导致活动范围和人员大量减少。1940年，东北抗联大部分被迫进入苏联远东地区，并接受苏联改编。1945年8月，抗联教导旅协同苏联红军向中国东北进军，日本无条件投降后，抗联部队利用与苏军配合作战的条件迅速占领了东北战略要地。同年11月3日，中共将抗联部队与挺进东北的八路军、新四军组成东北人民自治军。

## 历史

### 反日游击队时期
1931年九一八事变以后，辽宁、吉林、黑龙江三省人民组织游击队联合东北抗日义勇军，对抗日本关东军。满洲省委派遣干部到地方上去拉队伍开辟武装斗争。杨靖宇去南满的磐石游击队；周保中去了吉东的王德泰部义勇军；李兆麟从辽阳被满洲省委调到了珠河中心县委组建游击队；赵尚志去了张甲洲的巴彦游击队；崔庸健前往吉东的宝清、虎林、饶河等地发展党组织和组建游击队（后来的抗联7军）；冯仲云作为满洲省委巡视员去汤原组建游击队。
1932年6月中共临时在上海召开“北方会议”（北方五省书记会议），批判满洲省委提出的“满洲特殊论”，决定“东北依然要进行土地革命，打土豪分田地，成立工农红军，建立苏维埃政府”这一极“左”的指导方针。例如，满州省委指示巴彦游击队改编为中国工农红军第三十六军江北独立师，但旋即瓦解。

### 东北人民革命军时期
1933年1月在上海的中共中央发出了《一·二六指示信》，纠正了北方五省会议时的过“左”政策。提出要建立反日统一战线政策，停止土地革命和建立苏维埃的做法，将工农红军改为人民革命军，要求和其他反日武装建立反日统一战线。
1933年5月成立东北人民革命军。1933年中共中央从上海迁入江西中央苏区之后，满洲省委由驻上海的中央分局领导。1934年，驻共产国际中共代表团向满洲省委指示：在和非党的抗日武装搞统一战线时，应该是着重于下层统一战线，即对他们的部队中下层首领进行抗日宣传教育，并在条件成熟时，把一部分队伍拉出来，并吸收他们参加到党的队伍中来；认为这些非党抗日队伍的首领都是难以改造的，本质上也是反动的；过去看重于和这些首领们搞好关系，是一种上层勾结的行为。

### 正式改编
1935年4月，中共中央驻共产国际代表团因上海中央分局机关在1934年10月遭敌破坏，把上海分局下属的满洲省委书记杨光华、宣传部长谭国福、组织部长赵毅敏调到苏联审查，满洲省委机关由团省委书记小骆（张文烈）留守。东北境内的党组织与抗日武装通过吉东特委中转中共代表团的工作指示。

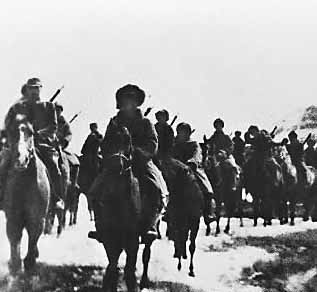
行军中的东北抗日联军骑兵部队

1935年6月3日由中共中央驻共产国际代表团团长王明，副团长康生共同署名发给东北地区党组织《给吉东负责同志的秘密信》即《六三指示信》，也称“王康指示信”，由吉东特委（李范五任书记）转发给北满的党组织。指示信提出了一个全新的政策，即实行全民反日统一战线，不分党派、阶级、民族的反日统一战线。这与共产国际七大提出的反法西斯人民阵线，以及《八一宣言》的主张广泛的抗日统一战线，纠正只搞“下层统一战线”的关门主义错误的精神都是一致的。两个多月之后，《八一宣言》以同样的渠道转送到东北各级党组织。为此，1936年2月，东北人民革命军改编为东北抗日联军。
由于赵尚志认为吉东特委和中央驻东北代表都不可信，对《六三指示信》和补充信的某些观点和批示持有不同意见，对驻共产国际中共代表团的来信的真实性、正确性产生怀疑。1936年9月召开了珠河、汤原中心县委和抗联三、六军党委联席会议，作出政治决议和组织决议，批评《六三指示信》总的精神是右倾的，决定成立北满临时省委，选举冯仲云为临时省委书记（后为张兰生、金策），并派出代表到莫斯科找驻共产国际中共代表团直接反映情况与建立联系。

### 西征作战
1937年秋天，吉东省委和北满临时省委共同商定东北抗日联军第2路军和第3路军西征。这是由于在松花江下游两岸的三江地区20多个县的游击区连成片，集中了北满临时省委和吉东省委所领导的抗日联军8个军人数近两万人，引起了日本关东军的极端关注，意图把围剿的重点放在此处聚而歼之。七七事变后，关东军司令部制定了三年消灭抗联的“肃整计划”。从1937年底，在乌苏里江、松花江、黑龙江下游的三江地区北满抗日游击根据地，日军集结了5万兵力，包括以第4师团为主力、第8师团一部的关东军；满洲国军混成第16、第23、第27、第28旅，靖安军4个团；大批日本宪兵、特务、满洲国警察与自卫团等。1938年春季，日满“三江省大讨伐”开始。
早在1937年7月，抗联第6军根据省委帽儿山会议决定派出了西征先遣部队，第6军军长戴洪滨率领二、四师和军部保安团800多人西征，由汤旺河沟里出发，历时半个月，与海伦县西荒游击区的第6军第3师王明贵部二百余人会合。因力量悬殊，第6军在海伦地区活动月余返回三江平原，留下王明贵部第3师继续原地坚持。
1937年9月下旬至10月上旬，日本關東軍於三江省進行秋季討伐行動，希望以此擊滅境內東北抗日聯軍，在其報告中號稱造成抗聯戰士687名戰死、130名受傷，俘虜抗聯將士118名，另有47人變節，並繳獲大量武器彈藥與物資，關東軍陣亡30人、受傷34人，在戰果報告上或存有誇大成分，關東軍還估計至1937年10月底東北抗日聯軍還有兵力約1萬人。
1937年12月，抗联第11军军长祁致中过境进入苏联，寻求苏联的物质援助。

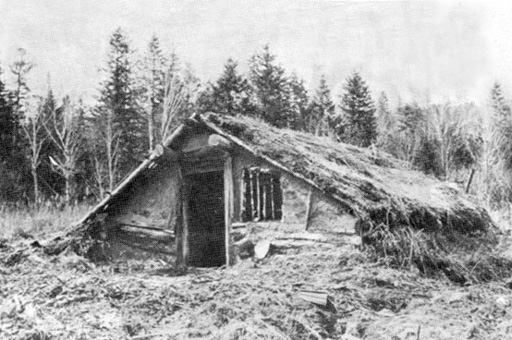
东北抗日联军第五军设立的密营

1937年11月26日赵尚志致信苏联远东总司令布留赫尔元帅寻求苏联援助。1938年1月，北满临时省委派赵赴苏寻求援助并沟通与中共中央联系渠道，苏方怀疑赵为冒充代表，并受大肃反布留赫尔一案牵连，被关押审查一年半。抗联第6军军长戴鸿滨率部队500余人，护送赵尚志到国境线黑龙江江边，赵尚志过江后，戴鸿滨所部遭日满优势兵力围堵，无路可走在数日后也越过国境进入苏联。苏方把军级干部赵尚志、戴鸿滨、祁致中等人羁押于伯力的同一间囚室；国境的抗联部队被缴械审查后，遣送到盛世才的新疆。

1938年4月中共吉东省委决定以抗联第2路军为主力进行西征。1938年5月中旬开始，东北抗日联军第2路军的第4军所属第1师、第2师、第5军所属第1师、第2师、第8军及救世军分由黑龙江省的宝清、富锦等地开始向牡丹江的刁翎进行集结，计划越过滨绥铁路绥芬河-宁安段，与第2军第5师会合。由于遭敌人堵截，直至6月14日-24日西征主力才陆续集结完毕。6月29日在第5军后方基地召开“莲花泡会议”，决定放弃进入绥宁地区的计划，改为突进西南方向的舒兰、五常以打通与南满杨靖宇部联系。

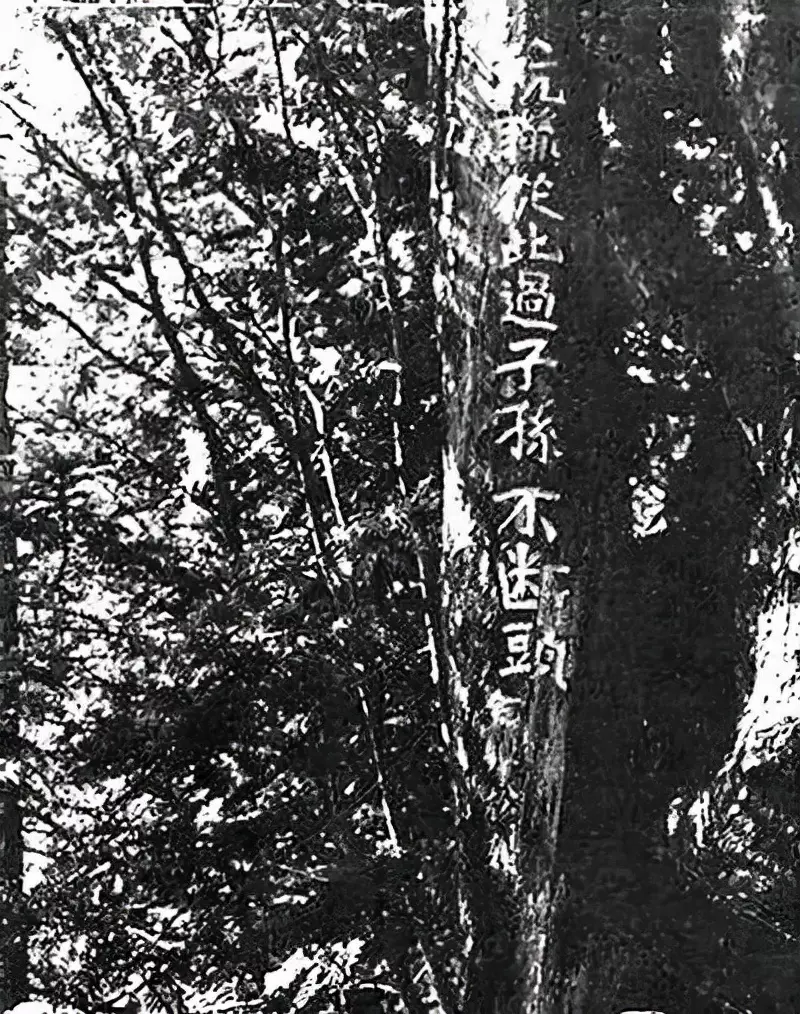
刻于长白山密林树干上的东北抗日联军宣传标语：“抗联从此过，子孙不断头”。

1938年7月1日抗联西征部队编组为3个梯队开始西征，7月2日西征主力突击牡丹江左岸三道通封锁线，进入老爷岭森林中。1938年7月8日，西征部队进入苇河发起楼山镇战斗获胜，再次分兵转向，各部中途与敌遭遇战斗惨烈。1938年8月4日西征部队发起南沟战斗获胜，敌重兵围堵更加严重，西征部队越过中东铁路，向五常方向转移，途中多次与敌交火部队减员严重。在五常县拉林河，1938年8月下旬西征军（第4、第5军）再次分兵，9月下旬仅剩百余人的第4军身陷重围被消灭。第5军第2师转战到额穆、敦化一带，第5军第1师于10月下旬在林口县乌斯浑河发生了“八女投江”。11月初突围部队返回刁翎。至此，1938年第2路军西征失利，前后历时5个多月，战斗百余次，毙敌千余人。这是抗联在松花江以南的西征情况。
1938年7月，抗联第二路军主力开始西征期间，为掩护大部队的战略行动，周保中率第二路军总部留守部队，向牡丹江下游转移，进入完达山山脉，展开游击战。彭施鲁任第4军下江留守处主任，坚持原地游击半年后于38年11月率部退入饶河县境内。第3路军第6军第1师政治部主任徐光海率领着一部分留守队伍；第3军第4师由师长陈云升率领着一部分留守队伍；还有第11军的一部分留守队伍。第6军的留守队伍在1938年11月徐光海阵亡之后，所剩的余部被迫向海伦转移。第3军留守队伍到了1938年冬处境极端困难，师长陈云升带领少数人投降，剩下第32团由于保合和李铭顺率领着退入苏联境内。留下原地坚持活动的部队至此全部退出下江地区。
从1938年初开始，第3路军有3名军长赵尚志、戴洪滨、祁致中过境进入苏联，两名军长谢文东、李华堂投敌，仅剩下第3路军政治部主任李兆麟独撑北满抗日武装斗争。1938年5、6月间，中共北满临时省委在通河召开了第7、第8两次常委会，与会者有中共北满临时省委书记张兰生、组织部长魏长魁、宣传部长冯仲云、执行委员李熙山（许享植），会议决定组织北满抗联第３、第６、第９、第11军的主力部队共计800多人穿越小兴安岭，向西部的海伦地区进行远征。在中共北满省委的统一领导下，西征总指挥是李兆麟。由张寿篯（李兆麟）、金策、魏长魁、冯治纲、王钧、王明贵、金策等具体指挥。
據日本外務省所遺留的報告顯示，1938年10月日偽警察與自衛團在滿州國三江省進行的討伐作戰當中，共計造成抗聯陣亡53人、受傷8人、俘虜13人（是否屬實需抗聯方面資料進行對照），討伐隊則陣亡6人、受傷7人，其中警察4人、自衛團團員2人。
李兆麟领导的北满临时省委与抗联第3路军的西征，保存了部队有生力量，成功进抵小兴安岭西麓，并站稳脚跟，抗日游击活动一直坚持了五年以上时间，直至1943年才退入苏联境内。第3路军的三批西征部队会师后，中共北满临时省委于1939年1月召开了第9次常委会，总结了北满抗联各军退出三江根据地的原因，提出在老游击区应该建立后方基地，应该将骑兵游击（平原游击）和步兵游击（靠山游击）结合起来。1939年，在松嫩平原上年兴起了平原游击战争。1939年4月12日，北满临时省委改组为北满省委，决定以抗联第3、6、9、11军所部合编为东北抗日联军第3路军，总指挥李兆麟。1939年5月30日，东北抗日联军第3路军在德都县朝阳山设立后方基地。

### 陷入困境
1938年冬天，东北抗联只剩下共产党直接领导的队伍，其他统战性质的抗日武装已经全部瓦解或投敌。到1940年冬天，东北抗日联军只剩下不到1,000人。

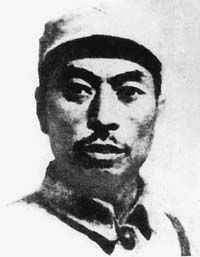
东北抗日联军第一路军总司令杨靖宇，被日军重兵围困，弹尽粮绝，宁死不降

1939年6月，苏联解除对赵尚志的羁押，任命他率领越境在苏的东北抗联100余人重返东北。在伯力出发时，下达任务的苏军少校任命了赵尚志为“你们游击队的总司令，你们要有纪律，听从赵尚志的命令”，该部主要任务是与北满省委建立联系。过境前的行军途中，赵尚志任命了6军军长戴鸿滨为总司令部参谋长，11军军长祁致中任总司令部副官长，陈雷为总司令部宣传科长、于保合为总司令部电信科长（负责无线电台）、刘凤阳为中队长。推选设立了中共党支部，书记赵尚志、支部委员有戴鸿滨（北满临时省委委员）、陈雷、刘凤阳、于保合、李在德（于保合的妻子）、韩箱根。部队全部换装了新造日式武器，包括六挺机枪。过黑龙江进入中国后，主动进攻消灭了日满的乌拉干河金矿局所。此战后2-3天，赵尚志主持支部委员会，决定以违抗命令、动摇罪名处决了祁致中。后因缺粮，于1939年9月分为三股行动：戴鸿滨一部去找北满省委传达赵尚志的开会命令；陈森、刘凤阳带走一部去游击；赵尚志、陈雷带数十人在查布溪赵把头营作为后方部队。赵尚志又派姜立信去北满省委传信。等了近三个月，也没等到北满省委委员们来开会，不见戴鸿滨、姜立信的回音。赵尚志于1939年12月率剩下的十几人越境退回了苏联。
1939年9月，北满省委派遣常委冯仲云，在下江特委书记高禹民的带领下进入苏联境内，向苏联提出三点要求：一是将赵尚志释放回国，二是请苏联向抗联部队提供武器援助，三是请苏联帮助打通和延安之间的联系。获得答复是：赵尚志已经率队伍回国；打通和延安之间的联系问题可以报告莫斯科；至于提供武器援助问题，赵尚志率队回国时所携带的步兵武器全都是日本的最新武器，今后会继续这样做。苏方向冯仲云提出建议：抗日联军应该有一个统一领导机构。冯仲云认为这须与吉东省委共同商议才能做出决定。苏方派交通员于1939年11月把吉东省委代表周保中接到伯力。

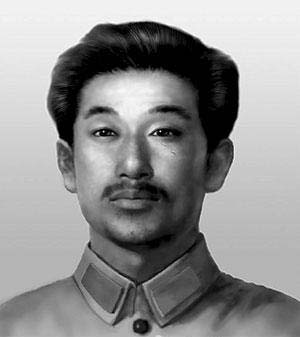
东北抗日联军第二路军副总指挥赵尚志

1939年12月底，赵尚志的小部队因战斗中屡次受挫，仅剩十余人被迫撤回苏联，赵尚志也来到伯力。这就形成了1940年1月的周保中、冯仲云和赵尚志之间的三人会谈。称之为吉东、北满两省委联系会议。也称此为第一次伯力会议。会议决定在未能与中共中央联系上之前，应该能得到苏共哈巴罗夫斯克边疆区党组织的指导和支持，苏方指定一位少将新林和一名校官海洛为固定联系人。由此，东北抗联第一次与远东苏联当局建立起关系。三人会议结束后，交通员传来消息，北满省委开会认定赵尚志等人处决祁致中、企图捕杀北满省委等严重问题，把赵尚志小部队的七名支部委员开除党籍（韩箱根实际上已经在战斗中阵亡）。
1940年2-3月间，周保中、冯仲云与赵尚志进行了长时间的谈心，对赵尚志提出了许多诚恳、严肃的批评。赵尚志向周做了检讨，承认了自己的错误。周保中、冯仲云给在小兴安岭抗日密营的北满省委写信，请求对赵尚志不要在开除党籍的前面加上“永远”二字，以能给他一个改正错误的机会；周保中向北满省委提议，请求赵尚志到抗联第2路军担任副总指挥，以求继续发挥其军事才能。北满省委同意了上述意见。1940年4月，赵尚志到由周保中任总指挥的第2路军就任副总指挥。
1940年1月，楊靖宇所率部队被关东军重兵围困，他组织部队分散突围，但据称被一个参谋出卖，他所率的60多人被发现。2月18日，杨靖宇已断粮近5日，最后跟在他身边的两个战士在寻找食物时战死。一身村民打扮的满洲国特务赵廷喜曾劝他：“我看你还是投降吧，如今满洲国对投降的人不杀头的。”杨靖宇则回答：“老乡，我是中国人哪！不能做这样的事。我们中国人都投降了，中国就完了！赵廷喜担心其他几个和他一起撞见了杨靖宇的人去告密，就抢先告发了杨靖宇的位置。2月23日，杨靖宇在吉林省濛江县三道崴子战死，时年35岁。。
1940年8月4日，抗联第3路军派遣第12支队105人，从庆城境内的安邦河上游燕窝山密营出发，在政委许亨植、支队长戴鸿宾的率领下，开辟“三肇”地区（肇州、肇东、肇源）平原游击区。1940年11月8日攻克肇源县城，招致了日满疯狂反扑报复，日军制造了著名的“三肇惨案”。1941年2月14日在兰西县内，十二支队余部50人被合围，部队全部损失。
根據日方在戰後所編輯的資料，1939年10月至1941年3月期間於吉林、間島、通化這三個滿州國行省進行的反游擊作戰當中，總共清點抗聯陣亡戰士遺體1,172具，向日方變節人數1,040人，俘虜896人，同時繳獲大量武器與物資，對於楊靖宇的殉難，日方材料也有所提及，對其寧死不屈盛讚不已，稱之為武士道的行動。
1941年秋季，赵尚志率领5个人的小分队从苏联回到东北境内执行任务。1942年2月12日，赵在率部袭击梧桐警察分驻所（今鹤岗市境内）的战斗中被内奸打伤，受伤昏迷后被日军逮捕最终伤重不治。

### 退入苏联整编
1940年10月，远东苏军以王新林的名义发出电报，要求抗日联军的军以上领导人到伯力市开会，抗联领导人集结在伯力后（第二次伯力会议）研究决定：
1. 此次会议性质为中国共产党东北地区代表会。
2. 为實现东北地区的集中统一领导，由各省代表选举东北地区中国共产党临时委员会。委员暂定为三人。委员候选人为：魏拯民（南满省委书记，仍在国内坚持游击），周保中（吉东省委书记），金策（北满省委书记），并从全会直接选举书记一人。临时机关暂设在伯力市，另外请求一位苏共同志给予工作上的指导。
3. 派遣一名代表在苏联协助下，去延安寻找党中央。
4. 建立统一的总司令部，推选周保中为东北抗日联军总司令，李兆麟为副总司令，魏拯民为政治委员。此项有待党中央正式批准。

1940年底，抗联第2路军部队在冬季被日满军队追剿退入苏联境内，並驻扎在伯力市东北75公里的维亚茨科耶村以南的黑龙江边的森林野营地。称之为北野营，约300人。在海参崴与双城子之间的一个小火车站（华人称蛤蟆塘）设有南野营，近200人。
1941年3月下旬，第三路军的李兆麟、金策、王明贵，第二路军的王效明、姜信泰，分两批率小部队返回东北重新投入抗日斗争。但随即因1941年4月签订的《苏日中立条约》，在苏联境内的抗联人员不再能过境回东北从事抗日游击。只好在苏联境内长期整训，并等待时机再返战场。
1941年6月，苏德战争爆发。1941年7月，北野营的全体抗联战士到伯力市郊区一个空降兵训练基地进行了伞兵训练，

1941年11月，在小兴安岭西麓游击区的抗联第3路军大部，在李兆麟、金策等带领下，越境进入苏联，到北野营整训。留下原地坚持的抗联部队，在于天放等率领下一直战斗至1944年初才退出小兴安岭山林地带。

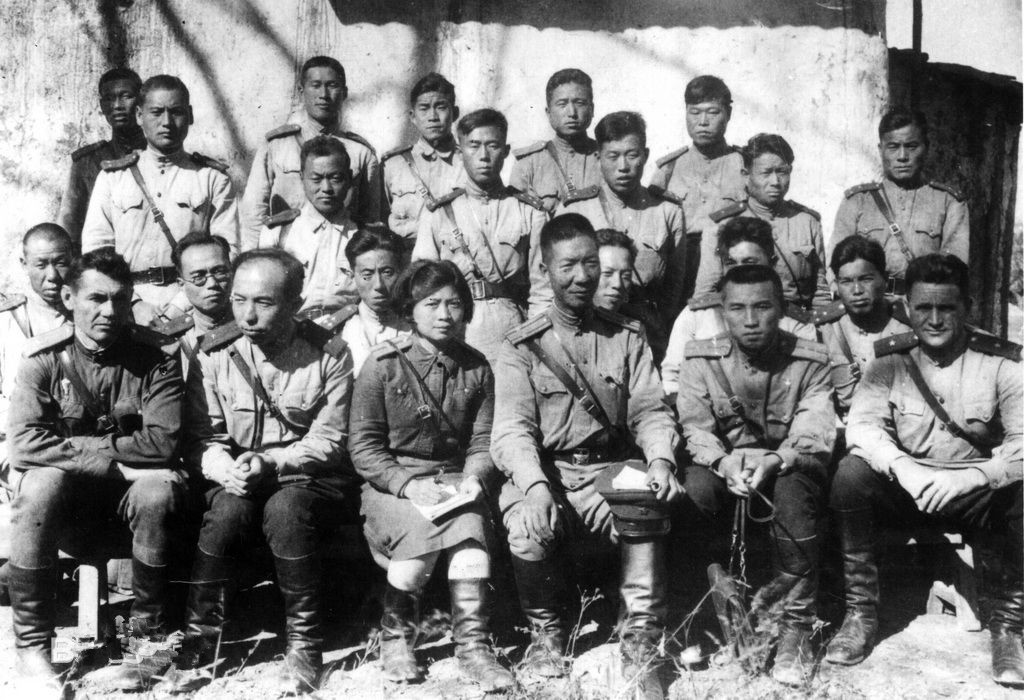
1943年10月5日，东北抗日联军教导旅野战演习后部分干部战士于北野营的合影

1941年12月，太平洋战争爆发，苏联在远东地区面临的对日战争危险解除。1942年夏，周保中等抗联领导人下决心要为野营人员制定长期的训练计划，将南野营（位于滨海边疆区双城子的蛤蟆塘）的抗联人员（主要是抗联第1路军）全部集中到北野营来，组建一个教导团，并聘请苏联人充任教官，而行政管理工作与中共党的组织系统则由抗联人员自己负责。1942年7月16日王新林代表苏方完全同意。1942年7月22日苏联远东总司令阿帕纳先科接见周保中、李兆麟，委任二者分任教导旅旅长、政委。后苏方批示建制为步兵旅，授予苏军正式番号。
1942年7月，南野营的全部抗联人员转移到北野营；周保中与王新林从伯力来到北野营，1942年8月1日正式宣布了教导旅组建命令。教导旅下设四个步兵营、一个通信营、一个迫击炮连。每个步兵营编两个步兵连。其中一个连为原东北抗联人员；另一个连由新入伍的苏联的东方少数民族战士（纳纳茨、赫哲族、乌德根族等）组成。步兵营有苏方的副营长、营参谋长、翻译和参谋等人。步兵连有苏方的副连长、翻译、副政治指导员等人。教导旅内的苏联军官共有近300多名。抗联教导旅中的抗联人员共计700余人。教导旅分设中国人员的党组织系统与苏联人员的党组织系统。
1942年8月1日，苏联远东方面军司令员阿巴纳申科大将在王新林少将的陪同下来到了北野营，参加教导旅的成立典礼，举行了阅兵式。阿巴纳申科致祝贺词，宣读各级军政干部任命名单。授予部队正式番号为苏联远东方面军独立第88步兵旅，又称东北抗日联军教导旅。
1942年9月，全旅经火车输送到双城子附近的空降兵训练基地，进行了为期两周的伞降训练。转入正常步兵训练后，主要科目为队列训练、步兵武器射击、刺杀、投弹、班战术，辅助科目为工兵构筑阵地、爆破作业、地形识图等。每周还有文化课和政治课。随后步兵战术学到了步兵连的攻防战术。每年的夏季和冬季安排了游泳基础、武装泅渡、滑雪等重点课。每年的秋季，远东方面军司令部都派出考核团到教导旅做年度军事考核。每个冬季全旅要进行野营拉练、滑雪行军、雪地宿营、野外射击、战术演练等。1944年冬季，还进行了步兵营进攻和步兵连防御的实兵演习。

### 八月风暴至日本投降后
1945年5月初，纳粹德国战败投降。1945年8月初，数十名教导旅的抗联人员从北野营被调出，担任空降先遣组任务。
1945年八月风暴行动前夕，抗联教导旅仅有700多人，其中约五分之二是朝鲜族或朝鲜籍。担负先遣侦察任务空降到东北各地。在国内抗联游击队的配合下伪装潜入虎头要塞，突袭炸毁了日军在要塞内针对苏联设置的410毫米巨型大炮，为苏联红军进攻满洲开辟了道路。
1945年8月，抗联教导旅编入苏联远东第二方面军编成内。根据旅长周保中、政治副旅长李兆麟与苏方商定的作战计划，教导旅在北野营登上一艘运输船，沿松花江而上，在佳木斯投入攻城战斗，尔后向哈尔滨方向攻击前进，并扩充至6个步兵军规模。苏军决定不把教导旅投入战斗。苏联与中国国民政府商定苏军三个月内撤出东北，由此教导旅领导人认识到必须尽力控制东北广大中小城市与乡村，利用苏军占领期间猛烈发展自己的武装力量，恢复中国共产党的组织系统，取得党中央的联系，收回原东北抗日联军的失散人员。
1945年8月15日日本投降，教导旅中的700多名抗联人员中全部近300名朝鲜人交由金日成率领回到北朝鲜。由此，教导旅停止待命达半个多月，直到8月底，周保中和李兆麟才召开了原抗联人员的干部会，宣布了上述决定，并公布了在东北地区各大、中城市以及若干重要县城工作人员派遣名单，共57个工作组。其中，周保中、李兆麟、冯仲云各率20至30余人分别进驻长春、哈尔滨和沈阳，并同时领导着附近的十余个县市的工作组。每个城市的组长都被任命为该地区的苏军卫戍司令部副司令员，借用这个名义在社会上公开身份，以引来当地的共产党秘密组织和原抗日联军失散人员，收拢这些人以开展党的工作并组建武装队伍，利用群众性的社会团体进行活动。在政治斗争方面，今后主要的任务必然是与国民党之间争夺东北的斗争。
57个抗联工作组于九月初完成进抵东北各目的地。例如，彭施鲁在1945年9月3日率领40余人乘苏联军用运输机从伯力飞抵佳木斯市，并在次日内将应到依兰、勃利、汤原、方正、通河、富锦、宝清、鹤岗各县市开展工作的各二至三人工作小组用苏军汽车送达目的地。彭施鲁率12名抗联干部和战士到佳木斯地区苏军卫戍司令部开展工作。几天内，佳木斯地区大批失散人员与关内党组织派来的秘密工作人员前来报道，希望能重新为共产党工作。当时无法查清这些人的真实历史，唯一的办法就是在实际工作中认识他们的政治面目和工作能力。
八路军冀热辽军区第13军分区（辖区位于冀东的滦河以东至山海关）的部队，在分区司令员曾克林、分区政治部主任唐凯率领下于9月上旬到达沈阳郊区。这是关内共产党军队最先进入东北的队伍。但驻沈阳苏军不允许曾克林部八路军入城，理由是依据苏联政府与中国国民政府之间协定，为期三个月的苏军占领期之内，不允许中国军队进入东北地区，以免造成军事管制上的混乱。后冯仲云率领的抗联工作组抵达沈阳，苏军确认了曾克林部是中国共产党的部队，改称为东北人民自治军之后，默许该部驻扎在沈阳城郊。同时经远东苏军总司令华西列夫斯基（驻长春）批准，苏军派一名代表与曾克林乘苏军飞机从沈阳飞抵延安，向中共中央（此时毛泽东与周恩来赴重庆谈判，刘少奇在延安主持工作）才确知了东北的最新情况，并立即决定组成中共中央东北局领导班子，随该架苏军飞机飞返沈阳。佳木斯地区在1945年10月下旬迎来了第一支关内老八路队伍，1945年11月中旬又迎来了以李范五、李延禄率领的党政干部四十余人；在苏军卫戍司令部的抗联人员的协调、掩护下，开始建军，建党和建政的工作。到1945年底，中共派赴东北的十万军队和两万名党政地方干部已到达各自的目标区，开始了东北解放战争时期。
1945年12月下旬，周保中从长春向各地的原抗日联军干部发出通知：在中共中央东北局的领导下，东北各省、市、县的党组织都已建立起来。因此原东北抗日联军所建立起来的党的工作系统已没有保留的必要。所有原抗日联军的干部必须在各省、市、县党委组织的领导下进行工作。从此东北抗日联军教导旅结束。

## 编制
东北抗日联军全盛时期共有11个军，人数在1.5万至5万人之间。其中第1至第7军是中共党组织直接领导武装，第8、9、10、11军是统战性质的抗日武装。1936年7月以后进行了改编，先后将11个军改编为三路军。

### 1934年
| 番号                 | 领导                               | 说明                                          |
| -------------------- | ---------------------------------- | --------------------------------------------- |
| 东北人民革命军第一军 | 杨靖宇任军长兼政委，朴翰宗任参谋长 | 原磐石南满游击队→原东北人民革命军第一军独立师 |
| 东北人民革命军第二军 | 军长王德泰                         | 原东满各县游击队                              |
| 东北人民革命军第三军 | 赵尚志任军长兼第一师师长           | 原东北反日游击队哈东支队                      |
| 东北抗日同盟军第四军 | 李延禄任军长兼第一师师长           | 原密山人民反日革命军和密山游击队              |
| 东北反日联合军第五军 | 军长周保中                         | 原绥宁反日同盟军                              |
| 东北人民革命军第六军 | 军长夏云杰                         | 原汤原反日游击总队                            |
| 东北人民革命军第七军 | 军长陈荣久                         | 原饶河民众反日游击大队                        |

### 1936-1939年
| 番号                 | 成立时间   | 编成                                                   | 领导                                                               |
| -------------------- | ---------- | ------------------------------------------------------ | ------------------------------------------------------------------ |
| 东北抗日联军第一军   | 1936年7月  | 由原东北人民革命军第一军改编成立，下辖3个师1个教导团。 | 杨靖宇任军长兼政委，宋铁岩任政治部主任。                           |
| 东北抗日联军第二军   | 1936年3月  | 由原东北人民革命军第二军改编成立，下辖3个师1个教导团。 | 王德泰任军长，魏拯民任政治委员，李学忠任政治部主任。               |
| 东北抗日联军第三军   | 1936年1月  | 由原东北人民革命军第三军改编成立，下辖10个师。         | 赵尚志、许亨植任军长，张寿篯、张兰生任政治部主任。                 |
| 东北抗日联军第四军   | 1936年3月  | 由原东北抗日同盟第四军改编成立，下辖4个师3个游击团。   | 李延禄任军长，黄玉清任政治部主任。                                 |
| 东北抗日联军第五军   | 1936年2月  | 由原东北反日联合军第五军改编成立，下辖3个师。          | 周保中任军长，柴世荣任副军长，胡仁任政治部主任。                   |
| 东北抗日联军第六军   | 1936年9月  | 由原东北人民革命军第六军改编成立，下辖4个师。          | 夏云杰任军长，张寿篯任政治部主任(代)。                             |
| 东北抗日联军第七军   | 1936年11月 | 由原东北人民革命军第四军第四团改编成立，下辖3个师。    | 陈荣久、李学福任军长，崔石泉任参谋长。                             |
| 东北抗日联军第八军   | 1936年9月  | 由原东北民众救国军改编成立，下辖6个师。                | 谢文东(后投敌)任军长，滕松柏(后投敌)任副军长，刘曙华任政治部主任。 |
| 东北抗日联军第九军   | 1937年1月  | 由原自卫军吉林混成旅第二支队改编成立，下辖3个师。      | 李华堂(后投敌)任军长，许亨植任政治部主任。。                       |
| 东北抗日联军第十军   | 1936年冬   | 由原东北人民革命军第八军改编成立，下辖10个团。         | 汪亚臣任军长，张忠喜任副军长，王维宇任政治部主任。                 |
| 东北抗日联军第十一军 | 1937年10月 | 由原东北山林义勇军改编成立，下辖1个师。                | 祁致中任军长，金正国任政治部主任。                                 |

| 番号     | 成立时间    | 编成                                             | 领导                                                                                  |
| -------- | ----------- | ------------------------------------------------ | ------------------------------------------------------------------------------------- |
| 第一路军 | 1936年7月末 | 由原东北抗日联军第一、二军编成                   | 杨靖宇任总司令兼政委，王德泰任副总司令，魏拯民任政治部主任。                          |
| 第二路军 | 1937年10月  | 由东北抗日联军第四、第五、第七、第八、第十军编成 | 周保中任总指挥，赵尚志（1940年2月任）任副总指挥，崔石泉任参谋长，黄玉清任政治部主任。 |
| 第三路军 | 1939年5月   | 由原东北抗日联军第三、第六、第九、第十一军编成   | 李兆麟任总指挥，冯仲云（1940年4月）任政治委员，许亨植任总参谋长。                     |

## 标识

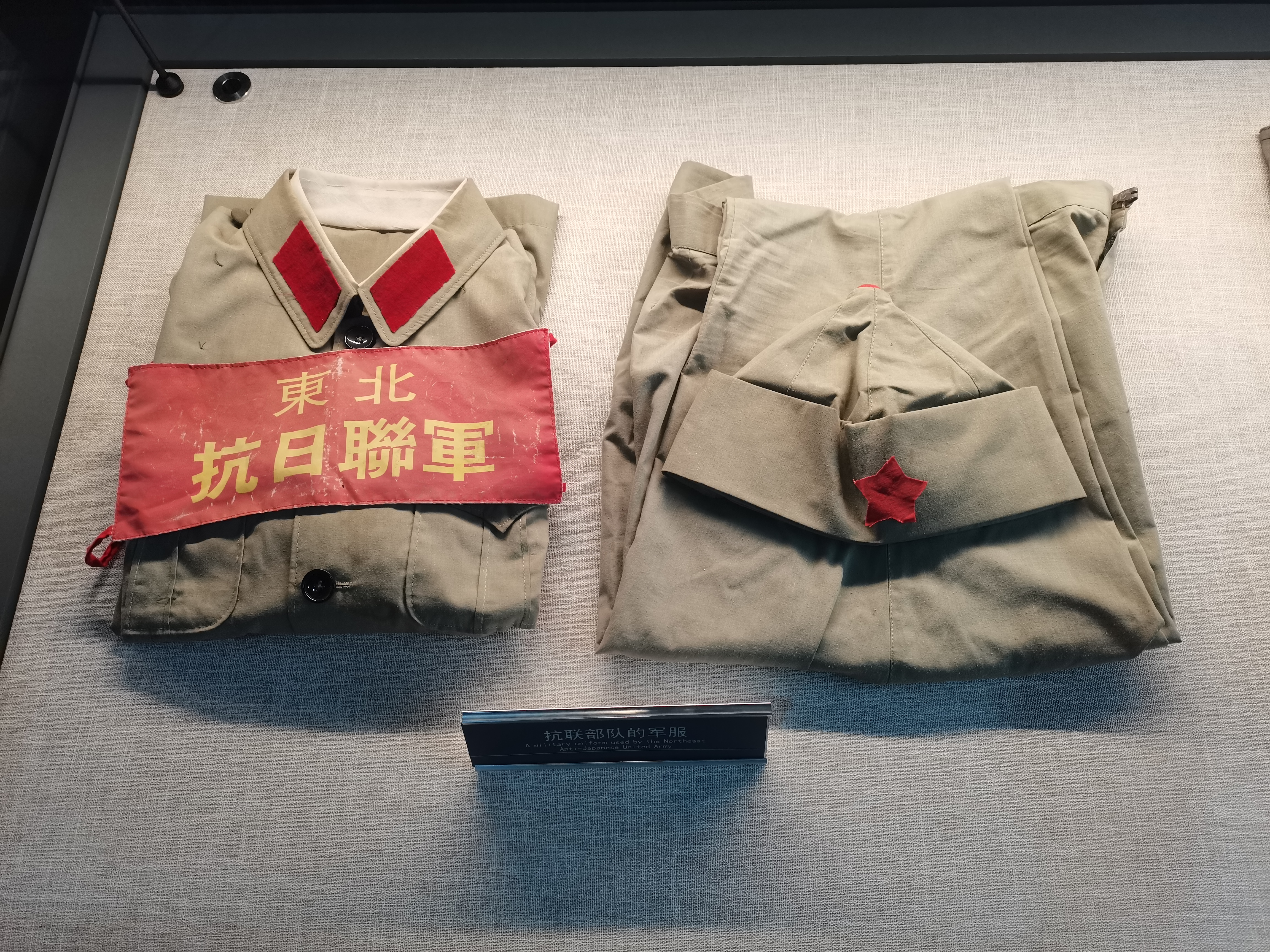
东北抗日联军军服样式

早期的东北抗联军装颜色和样式统一。上衣接近中山装，裤子为马裤状，帽子为苏军布琼尼式军帽，带有红色五角星。胸章印有“东北抗日联军”为标识，左臂红色臂章印有“反日救国”字样。1938年后因环境困难，统一颜色的布匹很难得到，因而服装样式不再统一，样式混杂，部队穿着有当地工人和农民服装，满洲国军装、去掉日军的领章和帽徽的日军服装等。

## 评价
1931年至1945年，抗联毙伤日軍及满洲国軍共20多万人，牵制关东军70多万。在极其艰苦的情况下和日军作战。著名的烈士有杨靖宇、赵尚志、赵一曼，以及八女投江事蹟中的烈士冷云（郑志民）、胡秀芝、杨贵珍、郭桂琴、黄桂清、王惠民、张福顺（安顺福）、李凤善等。
1936年10月，毛泽东评价：
“我们东北抗日义勇军能够进行继续英勇的抗日斗争。敌人的报纸都承认东北义军已使敌人损失“十万以上的生命和几万万的金钱”并使日本帝国主义不能很快地侵入中国内地。虽然他们还未取得彻底的胜利，可是对于国家、民族已有了巨大的功劳与帮助。”
1938年11月5日，中国共产党中央六届六中全会（扩大）发出由杨松（即吴平，曾任吉东特委书记，时任《解放日报》第一任总编兼中宣部副部长）起草的致东北抗日联军的致敬电，高度评价东北抗日联军是“在冰天雪地与敌周旋七年多的不怕困苦艰难奋斗之模范”，指出“我们也不会忘记在最艰难困苦的条件下，同民族死敌作长期斗争的亲爱的同志们”。在致敬电开头，使用了“东北抗日联军杨司令靖宇”的称谓，并指示由杨靖宇将致敬电转达给抗联全体官兵和政工人员。
当时的日本关东军宪兵司令部（驻今长春市政协大院）评价：“中共日益坚持抗日持久战，于陕西省红都延安召开中共党六中全会……从此次会议中共向在满东北党致电，鼓励继续长期抗战等情况，中共不仅从未放弃其长期抗日之迷梦，还希望东北党亦与之相策应，顽强且积极地开展抗日游击战。对此点乃不难预想，因而绝不能轻视其将来之动向”。

## 与中共的关系
东北抗联实际上和延安没有直接联系，在延安的中共中央通过在中共驻共产国际代表团工作过的人员（如陈云），了解东北斗争情况。
东北抗日联军从1932年的前身武装开始，是在上海的中共中央通过满洲省委（机关在哈尔滨）领导的抗日队伍。1933年中共中央迁入中央苏区后，由中共中央上海分局领导满洲省委。
1935年4月，中共驻共产国际代表团事实上撤销了满洲省委，东北抗联部队受在莫斯科的中共驻共产国际代表团的领导。至1940年1月的第一次伯力会议，东北抗联失去了同中共驻共产国际代表团的联系，只能接受远东苏联方面（主要是驻哈巴罗夫斯克的苏联远东方面军情报部门）的指导。
1939年1月26日召开的专题研究抗联工作的中央书记处会议上，毛泽东在书记处会议上说“现在的问题是使中央同东北抗日联军建立联系，首先派交通员并设法派电台去”。为此，中央组织部门、中央交通局和中央东北工作委员会（以抗联干部杨松、李延禄、李范五等为主体，后由抗联干部韩光主持）把恢复中央与东北抗联的联系作为东北地下党的重要任务，并和冀热辽抗日根据地一起向东北多次派遣交通联络员。其中王鹏（原名彭申年，原东北抗联第7军人员）受中央东北工作委员会与杨松的派遣，经晋东南、鲁南抗日根据地、山东龙口赴东北，于1940年6月于黑龙江省饶河县与抗联第2路军第2支队王效明、彭施鲁部接头并见到了周保中，传达了党中央“要抗联第七军派一个忠实可靠的同志作为代表随他到延安，参加中共七中全会，并熟悉交通线以备今后联系”的指示，但因不久即阵亡而未发挥更大作用，但王鹏的联络使得东北抗联感受到中共中央对抗联和东北斗争的重视与关心。

## 与朝鲜的关系
东北抗日联军有不少朝鲜族人。二战结束后，在苏联帮助下，其中部分人员组建了朝鲜劳动党。朝鲜民主主义人民共和国的第一代领导人中如金日成、崔庸健等为东北抗日联军中层军官。在东北抗日联军纪念馆陈列的60多位抗日将领和著名烈士中，有许亨植、李红光、李学福、李敏焕、李福林、李龙云、李悌淳、李一平、李风善、安顺福、徐凤山、金正国、金根、韩浩、韩震、权永碧、朴振宇、朴翰宗、朴先锋、柳万熙、赵吴善等20名朝鲜族烈士。

## 与东北义勇军的关系
东北抗日义勇军是1931年九一八事变以后，中国东北地区平民，警察和东北军部分官兵组成的义勇军、救国军、自卫队等抗日武装的统称，其中也包括共产党组建的抗日武装。1932年日本关东军在满洲國军配合下，调集数十万大军大举进攻，双方爆发大规模攻防战，东北义军给予关东军重创，但自身损失巨大，一部分退入苏联，一部分留在东北。
东北义勇军大部队溃散后，1933年1月，中共中央指示满洲省委要加强党的领导，克服“左”倾关门主义、建立抗日统一战线，扩大游击战争。于是，中共满洲省委作出决定，以游击队为基础，组建东北人民革命军，1934年3月，根据中共珠河中心县委的指示，赵尚志召集「爱民」「青林」「北来」「七省」「友好」等十多个抗日义勇军首领开会。会上，珠河游击队提出，在不投降、不卖国、抗日到底，没收日本帝国主义及其走狗的一切财产和土地充作战费，保护群众利益、武装群众共同反日抗战、允许群众性反日组织的自由等条件下，义勇军与各抗日队伍共同抗日。会上共同决定成立东北反日联合军总司令部，一致推举赵尚志为总司令。1936年2月，东北人民革命军改称东北抗日联军。此后，发展到11个军，30000余人，游击区扩展到70余个县境，建立了东南满、吉东和北满三大片抗日游击根据地，成为东北抗日游击战争的中坚力量。

## 著名人物
- 杨靖宇
- 魏拯民
- 李红光
- 陈翰章
- 周保中
- 赵尚志
- 赵一曼
- 李兆麟
- 冯仲云
- 张连科
- 金日成
- 金策
- 许亨植
- 崔庸健
- 姜健

## 纪念
| 名称                               | 地点                                             |
| 杨靖宇烈士陵园暨东北抗日联军纪念馆 | 吉林省通化市浑江东岸的靖宇山上                   |
| 东北抗联博物馆                     | 黑龙江省哈尔滨市东北烈士纪念馆旁                 |
| 长青公园                           | 黑龙江省哈尔滨市道外区                           |
| 东北抗联密营遗址纪念馆             | 黑龙江省佳木斯市大亮子河林场东北抗联六军军部遗址 |
| 东北抗日联军战绩纪念塔             | 黑龙江省佳木斯市郊区沿江乡民兴村                 |
| 东北抗联史实陈列馆                 | 辽宁省本溪市                                     |
| 呼伦贝尔东北抗联纪念馆             | 内蒙古阿荣旗                                     |

### 引用
1. 1 2  东北抗日联军概 （页面存档备份，存于）中国军网2015-09-15
2. 1 2 3 4  荏苒. . 多維新聞.   [2017-04-17]. （原始内容存档于2017-04-18）. 自抗战全面爆发后，为将东北打造成可靠的后方，将关东军精锐投入其他作战方向，日军加强对抗联的围剿。到1940年，抗联活动的县已经由70个减少到不足10个，人员大量减少，更加严重的是抗联失去了与中央的联系，整个东北的党组织出于孤立状态。不过，幸运的是，东北与苏联接壤。经与苏联远东边疆区党政军领导人协商，苏联同意抗联撤入苏联修整，并指定远东军内务部长瓦西里（化名王新林）为苏联红军驻抗联代表，抗联暂时接受苏联远东边疆区党和远东军区的领导。苏联远东军区一度希望将抗联打散，由苏联边防军各军分区指挥，但在抗联的抵制下，共产国际的反对下，未能实现。根据苏联的安排，抗联纳入苏联红军序列，对外称苏联远东方面军独立第88步兵旅，对内自称抗联教导旅，直接接受远东军区领导。
3. ↑  . 中国国家图书馆.   [2022-09-23]. （原始内容存档于2021-11-21）.
4. ↑  http://www.zgdsw.org.cn/n/2013/0130/c244514-20373753.html （页面存档备份，存于） “为什么说北方会议是王明“左”倾教条主义在实际工作中的发展？”  《中国共产党历史上的1000个为什么》 主编：韩广富 曹希岭， 中共党史出版社 ]
5. ↑  . 吉林党史网. 2021-08-30  [2022-09-23]. （原始内容存档于2022-09-23）.
6. ↑  《东北抗日联军历史问题座谈会纪要》，1985年7月中央党史研究室、中央党史资料征集委员会召集原东北抗联有代表性的老同志，东北三省编写抗联史领导小组主要负责同志。
7. ↑  「第２　満洲国内治安の概況」JACAR（アジア歴史資料センター）Ref.C10073335800、昭和１２年　北支状況説明書（防衛省防衛研究所）
8. ↑  中共黑龙江省委党史研究室宣传教育指导处:解密："八女投江"殉难地[组图] （页面存档备份，存于）
9. ↑  「４ 昭和１３年１２月１日から昭和１３年１２月７日」JACAR（アジア歴史資料センター）Ref.B02032040900、満洲国政況関係雑纂／治安情況関係／匪賊動静並討伐状況関係 第二巻（A-6-2-0-2_8_1_002）（外務省外交史料館）
10. 1 2  . 中国共产党新闻网. 2014-03-25  [2022-09-23]. （原始内容存档于2022-09-23）.
11. ↑  . 凤凰资讯. 2009-06-15  [2022-09-23]. （原始内容存档于2022-09-23）.
12. ↑  . 多维新闻网. 2016-01-31  [2016-09-26]. （原始内容存档于2017-01-14） （中文（中国大陆））.
13. ↑  「第５　討伐成果」JACAR（アジア歴史資料センター）Ref.C13071218300、吉林、間島、通化三省治安粛正の大要　昭和１４年１０月～１６年３月（防衛省防衛研究所）
14. ↑  「第４　粛正の実行」JACAR（アジア歴史資料センター）Ref.C13071218200、吉林、間島、通化三省治安粛正の大要　昭和１４年１０月～１６年３月（防衛省防衛研究所）
15. ↑  王惠宇. . 长白学刊2017年06期.
16. ↑  潘前芝. . 观察者网. 2017-09-18  [2018-02-21]. （原始内容存档于2018-02-22）.
17. ↑  《东北抗日联军斗争史》人民出版社出版 出版时间：1991-06
18. ↑  日本各种书刊记载的战亡人数不统一，外务省公布的几次有足够依据。满洲共阵亡26万5000多士兵，中国阵亡46万士兵
19. ↑  据黑龙江省抗日战争研究会统计，东北抗日联军对日作战次数约10余万次。据日伪统计机关统计：1935年39105次，1936年3617次，1938年13110次，1939年6547次，1940年3667次；日伪军伤亡人数，据抗联第二路军总指挥周保中将军推算：1931——1937年抗联歼敌103500人，1937——1945年歼敌82700人，共计186200人，牵制日军兵力：1937年20万，1940年40万，1941年为76万。
20. ↑  1936年10月30日 《毛泽东先生致章陶邹沈四先生信》（即章乃器、陶行知、邹韬奋、沈钧儒）发表于巴黎出版的中文版《救国时报》第64期。转引自赵俊清著《杨靖宇传》第366页，黑龙江人民出版社2004年8月版
21. ↑  .   [2014-03-11]. （原始内容存档于2012-10-10）.
22. 1 2  1941年3月10日，抗联第2路军第2支队长王效明向苏方报告了他于1940年6月在下江地区与王鹏的谈话内容，该文件正式的名称是《王效明给王新林的信》（《东北地区革命历史文件汇集》甲61)，详细记载了王鹏1936年6月10日从延安出发的全部行程经历。
23. ↑  三十万人不解甲——东北义勇军抗日全纪录_ （页面存档备份，存于）三十万人不解甲——东北义勇军抗日全纪录_资讯_凤凰网
24. 1 2  《吉林文史资料:抗日自卫军、义勇军史料专辑》 /  中国人民政治协商会议吉林省委员会文史资料研究委员会编  1985年
25. ↑  《东北抗日联军斗争史》 /  《东北抗日联军斗争史》编写组[编写] 人民出版社  1991
26. ↑  《山河呼啸:东北抗联征战实录》 /  全勇著 湖南出版社  1995年